# 芋川 (秋田県)
芋川（いもかわ）は、秋田県由利本荘市を流れる子吉川水系子吉川支流の一級河川である。支流を含めた流域は横手市や秋田市にも及ぶ。

## 地理
秋田県由利本荘市東部の横手市、大仙市との境近くに源を発し、笹森山の北を迂回するような形で西へと流路をとる。軽井沢川との合流地点からは国道105号に沿うようにして流れ、由利本荘市の中心部で本流の子吉川に合流する。

## 支流
- 小関川
- 赤田川

## 流域の自治体
秋田県
由利本荘市